# Francisco de Osuna
Francisco de Osuna (ur. ok. 1492 w Sewilli, zm. ok. 1540) – XVI-wieczny franciszkanin i pisarz hiszpański.
Jest znany głównie jako autor wydanego w 1527 r. Trzeciego alfabetu duchowego – popularnego w swoim czasie dzieła mistyki chrześcijańskiej, które było główną lekturą m.in. Św Teresy od Jezusa. Książka pełni rolę poradnika dotyczącego życia duchowego i modlitwy. Bronił doktryny Kościoła przed iluminatami. Jego dzieła były pionierskie dla mistyki pisanej w języku kastylijskim.